# Église Notre-Dame-de-l'Assomption de Beaulieu
L'église Notre-Dame-de-l'Assomption est un édifice situé à Beaulieu, en France.

## Localisation
L'église est située sur le territoire de la commune de Beaulieu, dans le département  de la Haute-Loire, en région Auvergne-Rhône-Alpes.

## Description
L'église est un édifice du XIIe siècle à une nef de trois travées voûtées en berceau en tiers point dont la première porte un petit clocher. Le chœur a cinq pans extérieurement, et présente une disposition de trois niches en cul-de-four. L'archivolte de chacune des niches est portée par des chapiteaux épousant la forme obtuse de l'angle des pieds-droits. Le porche roman primitif a été rétabli dans la façade neuve. La disposition de l'abside est assez rare.

## Historique
L'église est classée au titre des monuments historiques par arrêté du 4 mai 1910.